# 网络游击队
网络游击队是白俄罗斯的去中心化匿名黑客组织，于2020年9月成立，因多次向权威主义的白俄羅斯政府发动网络攻击而著名。该组织是白俄羅斯民主運動的延伸部分。

## 成员与目标
网络游击队由散居海外的白俄罗斯IT工作者组成。在2021年8月彭博社的采访中，组织成员透露了一些有关组织的细节：一共有15个人、没有职业黑客、执行黑客任务的只有三四个人，其他人负责分析获取到的数据、部分人加入组织前是渗透测试员。成员们不向彼此透露姓名，以白帽黑客自居，只会针对政府，不会伤害平民百姓。至2022年1月底，报道指组织有大约30人，组织发言人尤利安那·舍梅托维茨（Yuliana Shemetovets）生活在美国纽约。
组织一名匿名发言人在《麻省理工科技評論》的专访中表示：“我们想阻止的，是白俄罗斯恐怖主义政权的暴力行为和压迫，让我们国家重回民主与法治的正轨。”2021年和2022年，组织重申不与境外政府合作，但也不反对，“认同我们改变政权的既定目标即可”。

## 行动历史
网络游击队于2020年9月成立，当时白俄罗斯爆发了持续的示威活动，抗议总统亚历山大·卢卡申科以舞弊方式取得2020年白俄羅斯總統選舉的胜利；后来示威者遭遇警方及安全部队残酷镇压。
网络游击队组建初期的行动极具标志性，组织成员接连攻陷官媒白俄罗斯全国电视台和白俄罗斯第1台的新闻网站，贴出警方暴力镇压的视频，tongshi8在警方的最高通缉名单中加入了卢卡申科和内务部长尤里·哈吉穆拉托维奇·卡拉耶夫的名字。他们还在政府网站的白俄罗斯国旗中覆盖上象征白俄罗斯民主运动的白紅白旗。他们也和曾任警察人士建立的反卢卡申科政府组织白俄罗斯安全部队协会合作，利用协会对数据结构的了解策划执行黑客行动 。
2021年7月，组织攻破白俄罗斯内政部最为敏感的数据库，获取到大量材料，包括约200万分钟的秘密电话录音、疑似警方线人名单、政府高层官员个人资料，以及警用无人机与拘留中心的视频。组织还攻入存有白俄罗斯护照、机动车登记信息、明斯克执行委员会内务总局刑事拘留中心牢房闭路电视录像及死亡率统计数据的数据库。他们将死亡率统计数据发给媒体，媒体推算出白俄罗斯的COVID-19疫情造成大量民众短時間大量死亡，其中2020年3月至2021年3月间的死亡人数为3.2万人，是官方公布数据的14.4倍。组织还公开了卢卡申科父子的护照数据，证明他们的确攻陷了护照数据库。他们按照要求向Current Time的记者提供泄露的信息，最终得到对方验证 。
2022年俄羅斯入侵烏克蘭期间，网络游击队是白俄罗斯民主派拖延白俄罗斯介入战争的三大组织之一，与另外两个由铁路工人及曾任警方人士组成的组织专门负责攻击铁路补给线。早在2022年1月，也就是俄乌战争爆发前夕，网络游击队成功拖延了俄军越境的步调。而在一个月前的2021年12月，组织声称已渗透白俄罗斯铁路的网络系统。组织发言人表示铁路公司的系统还在用早已过时的Windows XP操作系统，非常容易攻破。他们利用改良版的勒索軟體瘫痪系统，要求政府释放50名需要医治的政治犯，阻止俄军入境，否则不会恢复系统。组织还攻击了货运铁路，干扰俄军的移动，阻止货物运往中国；他们表示已绕开客运铁路。除此之外，组织还渗透了边境通关记录的数据库。出于证明目的，组织的一位成员向《卫报》记者提供了他在2016年入境白俄罗斯的记录。组织将出入境数据提供给调查报导组织啤令貓。
2023年2月，组织透露已攻陷俄罗斯联邦通信、信息技术和大众传媒监督局的内部网络，拿到1.2TB至2TB的数据，包括150万封电子邮件和20万份内部文件。组织把这些数据提供给Mediazona和《南德意志报》。

## 卢卡申科政府回应
2021年7月，在国营电视台的讲话中，白俄羅斯共和國國家安全委員會主席伊万·斯坦尼斯拉沃维奇·泰尔特尔指控“外国特务机构”向政府机构发动网络攻击。
2021年，白俄罗斯最高法院与内政部将网络游击队及其附属组织Cyber-Leaks、相关Telegram频道列为“极端份子”团队及恐怖组织，创立、参与类似组织属非法行为。

## 各方反应
麦吉尔大学人类学教授、黑客行动主义与匿名者问题专家加布里埃拉·科尔曼向彭博社表示：“我不觉得（他们的行为）有其他人干过，他们的行动太复杂了，对不同层级都进行了攻击。我从来没有见过这种事情，除了在电影里。”
专门研究东欧国家抗议活动及数字人权问题的都柏林城市大学助理教授特蒂亚娜·洛科特（Tetyana Lokot）表示：“打个比分，如果卢卡申科最终被国际刑事法院起诉，这些记录会变得非常重要。”
白俄罗斯民主派人士对网络游击队表示认可，包括流亡反对派领袖斯维特兰娜·格奥尔基耶娃·季哈诺夫斯卡娅的高级顾问弗拉纳克·维亚科尔卡。2010年白俄羅斯總統選舉参选人、前外交官安德烈·桑尼科夫在《麻省理工科技評論》中表示：“他们将卢卡申科政权的犯罪行径暴露在阳光下。他们靠入侵获得的信息体现了政权对平民的犯罪行为，非常有说服力。”
2022年3月，BBC廣播四台节目《数字人类》（Digtial Human）播出了介绍网络游击队的节目。

## 延伸阅读
- Gallagher, Ryan. . Bloomberg. 2022-06-15  [2023-05-25]. （原始内容存档于2023-06-27）.